# Xanthorhoe ablechra
Xanthorhoe ablechra là một loài bướm đêm trong họ Geometridae.